# Ácido azelaico
O ácido azelaico, também conhecido como ácido nonadióico, é um ácido dicarboxílico de cadeia saturada, naturalmente encontrado no trigo, centeio e cevada. Consiste numa substância natural produzida pelo fungo Malassezia furfur (também conhecido como Pityrosporum ovale), uma levedura que vive naturalmente na pele. É muito eficaz no tratamento da acne e também como estimulante para o crescimento de cabelo. Possui a fórmula molecular C7H14(COOH)2. Possui alta solubilidade quando mistado ao álcool ou éter.

## Propriedades
O ácido azelaico é:
- Bactericida: reduz o crescimento de bactérias no folículo piloso (Propionibacterium acnes e Staphylococcus epidermidis);
- Eliminador de radicais livres;
- Reduz a inflamação;
- Reduz a pigmentação em pacientes com melasma;[3]
- Não tóxico, e tolerável pela maioria dos pacientes.

Nos casos de acne, em que geralmente se usa o ácido azelaico na concentração de 20%, seu uso pode causar irritação na pele, portanto deve ser usado somente sob orientação de um dermatologista. No Brasil, o uso de ácido azelaico na fabricação de cosméticos, em qualquer concentração, está proibido, conforme parecer da ANVISA.